# Jerusalén (Las Margaritas)
Jerusalén es una localidad del estado mexicano de Chiapas. Es parte del municipio de Las Margaritas.

## Demografía
| Gráfica de evolución demográfica |
|                                  |

| Censo | Población |
| ----- | --------- |
| 1980  | 358       |
| 1990  | 543       |
| 2000  | 682       |
| 2010  | 792       |
| 2020  | 1 041     |